# Plastic soul
Plastic soul es un término acuñado por populares músicos de raza negra en los años 1960, el cual fue utilizado para describir a Mick Jagger como un músico blanco cantando soul.
Paul McCartney escuchó el término y dijo que el título del álbum de The Beatles Rubber Soul se inspiró en el término. En una conversación en el estudio de grabación en junio de 1965, después de grabar la pista "I'm Down", se oye a McCartney decir  "Plastic soul, man. Plastic soul".
David Bowie describió algunas de sus canciones como "plastic soul". Su sencillos de este tipo vendieron bien, por lo que Bowie fue uno de los pocos artistas blancos en actuar en el programa Soul Train. En una entrevista a Playboy de 1976, Bowie describió su álbum Young Americans como "el álbum de plastic soul definitivo. Son las sobras estrujadas de la música étnica que sobrevive en la era del elevator music, compuesta y cantada por un inglesito blanco". El álbum de mayor éxito comercial de Bowie, Let's Dance, también ha sido descrito como plastic soul.